# Pulverizador

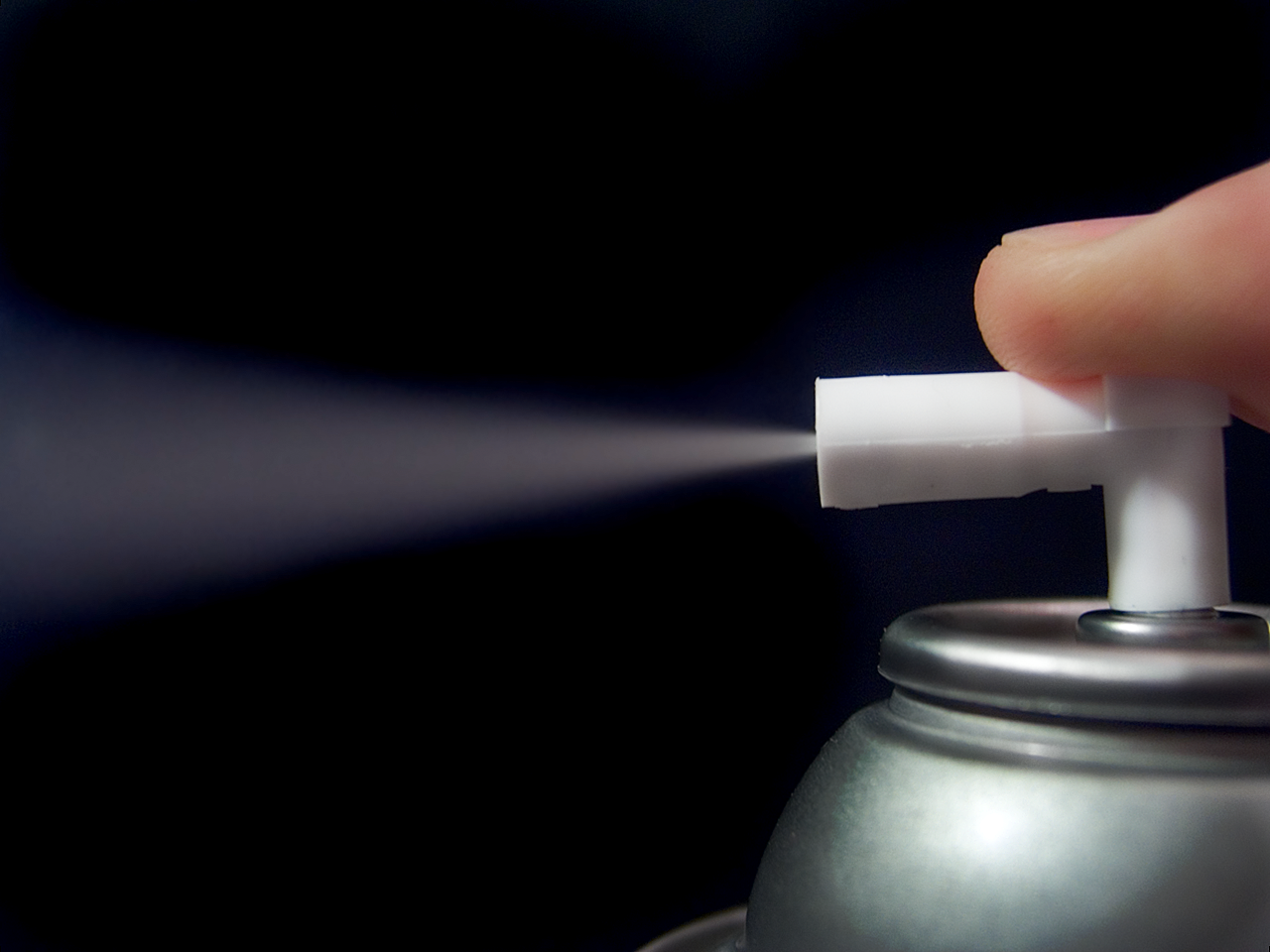
Un pulverizador

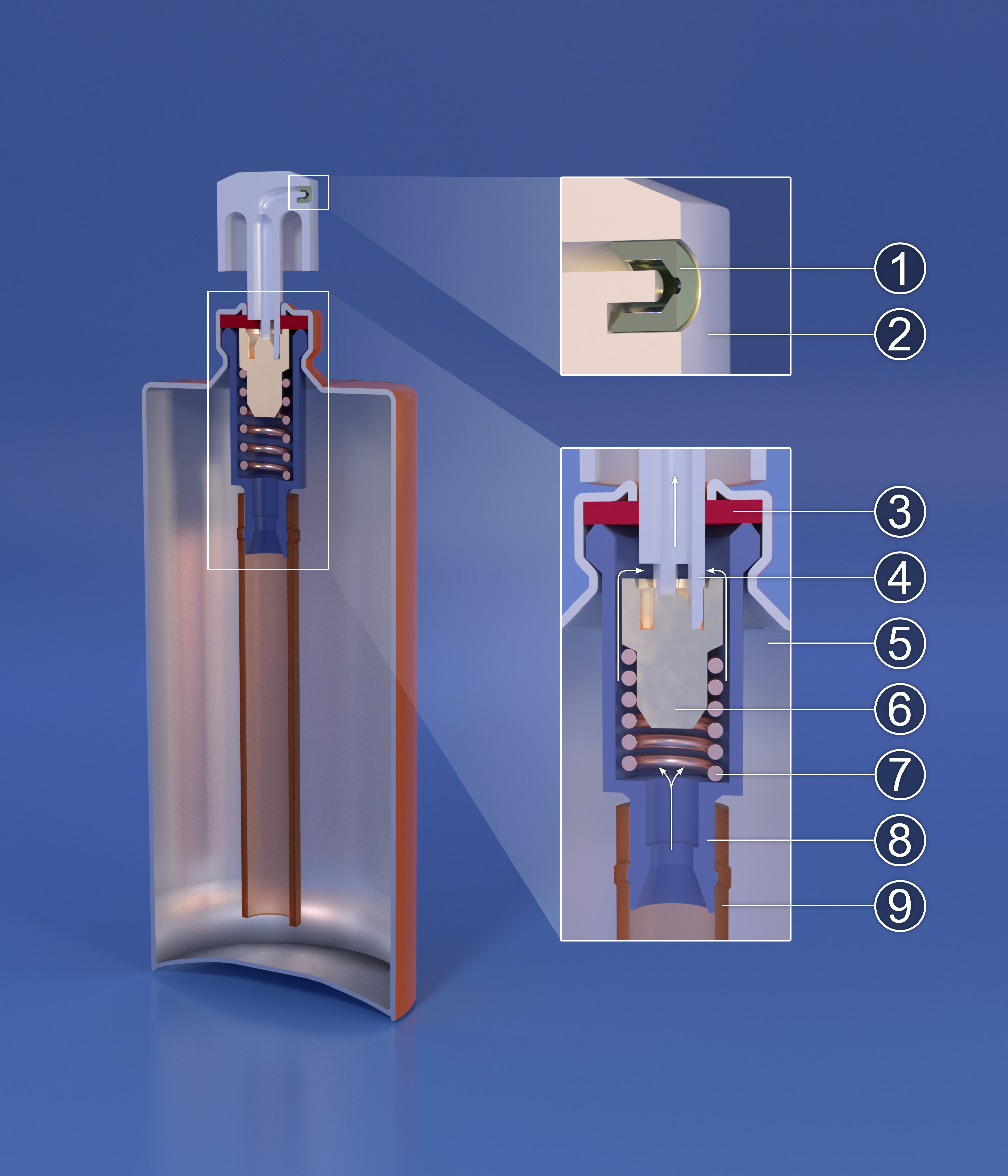
Aerosol de pintura, en detalle

Un pulverizador, flis flís, aerosol, espray, spray, atomizador, vaporizador o rociador es un recipiente donde se almacena un líquido, que tiene un dispositivo en la parte superior que permite expulsar ese líquido en forma vaporizada (reducido a gotas muy finas). El mecanismo de expulsión puede ser activado manualmente o mediante un gas.
Uno de los usos se puede observar en la maquinaria agrícola, donde este se utiliza para realizar aplicaciones fitosanitarias. También se usa para aplicar perfumes y productos de limpieza.

## Historia

### SiglosXVIIIyXIX
El concepto del pulverizador se originó en la década de 1790, cuando se introdujeron en Francia las bebidas carbonatadas autopresurizadas. En 1837, Perpigna inventó un sifón de soda, e incorporó una válvula al recipiente de la bebida. En 1862, se ensayaron latas metálicas de pulverizadores, construidas de acero y demasiado pesadas y voluminosas para tener éxito comercial. En 1899, los inventores Helbling y Pertsch patentaron aerosoles presurizados que utilizaban cloruro de metilo y cloruro de etilo como propulsores.

### SigloXX
El 23 de noviembre de 1927, el ingeniero noruego Erik Rotheim patentó una lata de aerosol con válvula. Este fue el precursor del aerosol moderno. En 1998, la oficina de correos de Noruega emitió un sello postal en conmemoración de la invención del aerosol.

### Segunda Guerra Mundial
En 1941, los estadounidenses Lyle Goodhue y William Sullivan, que se acreditaron como los inventores del moderno pulverizador. Durante la década de 1940 se llevó a cabo una producción masiva de aerosoles en los Estados Unidos. Se trataba de un insecticida denominado “bomba insecto”, desarrollado por Goodhue y Sullivan. Los soldados lo utilizaron para combatir las enfermedades causadas por insectos en la zona del Pacífico durante la Segunda Guerra Mundial. Se fabricaron 50 millones de unidades, y algunas de ellas encontraron su camino hacia el mercado estadounidense, después de la guerra, como excedente del ejército.

### Otros productos
Como resultado de la gran aceptación por parte del público, las compañías comerciales empezaron a buscar formas de explotar esta novedosa forma de envasado. Insecticidas, desodorantes de ambientes, lacas para el cabello, fueron los primeros productos en llegar al mercado europeo, a principios de la década de 1950. Más tarde, aparecerían productos poco usuales, a menudo de corta duración, como los concentrados de café, de chocolate o de whisky. Fabricados originariamente a partir de una lata de aluminio estirado, los aerosoles empezaron pronto a fabricarse, también, como envases de tres piezas de hojalata.

### Décadas de 1970 y 1980: los clorofluorocarburos y la capa de ozono
A finales de la década de 1970, una corriente de concienciación medioambiental captó la atención del mundo, tras la publicación del informe Molina/Rowland (véase Mario José Molina y Sherwood Rowland) acerca de la capa de ozono. Los aerosoles se convirtieron en el objetivo prioritario de legisladores, de la prensa mundial y de las organizaciones de consumidores, por el papel que se creía que tenían los clorofluorocarburos (o CFC), usados a menudo como propelentes, en la disminución de la capa superior de ozono, a pesar de su contribución, relativamente menor, al fenómeno[cita requerida]. La industria se alejó de los clorofluorocarburos, para aproximarse a propelentes alternativos. Se introdujo en Europa el etiquetado “sin clorofluorocarburo”. Desde 1989, los aerosoles europeos para el consumo (excepto algunos productos médicos, como los inhaladores contra el asma) no contienen clorofluorocarburos.